# Райхенов-Меглін
Райхенов-Меглін (нім. Reichenow-Möglin) — громада в Німеччині, розташована в землі Бранденбург. Входить до складу району Меркіш-Одерланд. Складова частина об'єднання громад Барнім-Одербрух.
Площа — 22,76 км2. Населення становить 559 ос. (станом на 31 грудня 2020).

## Галерея

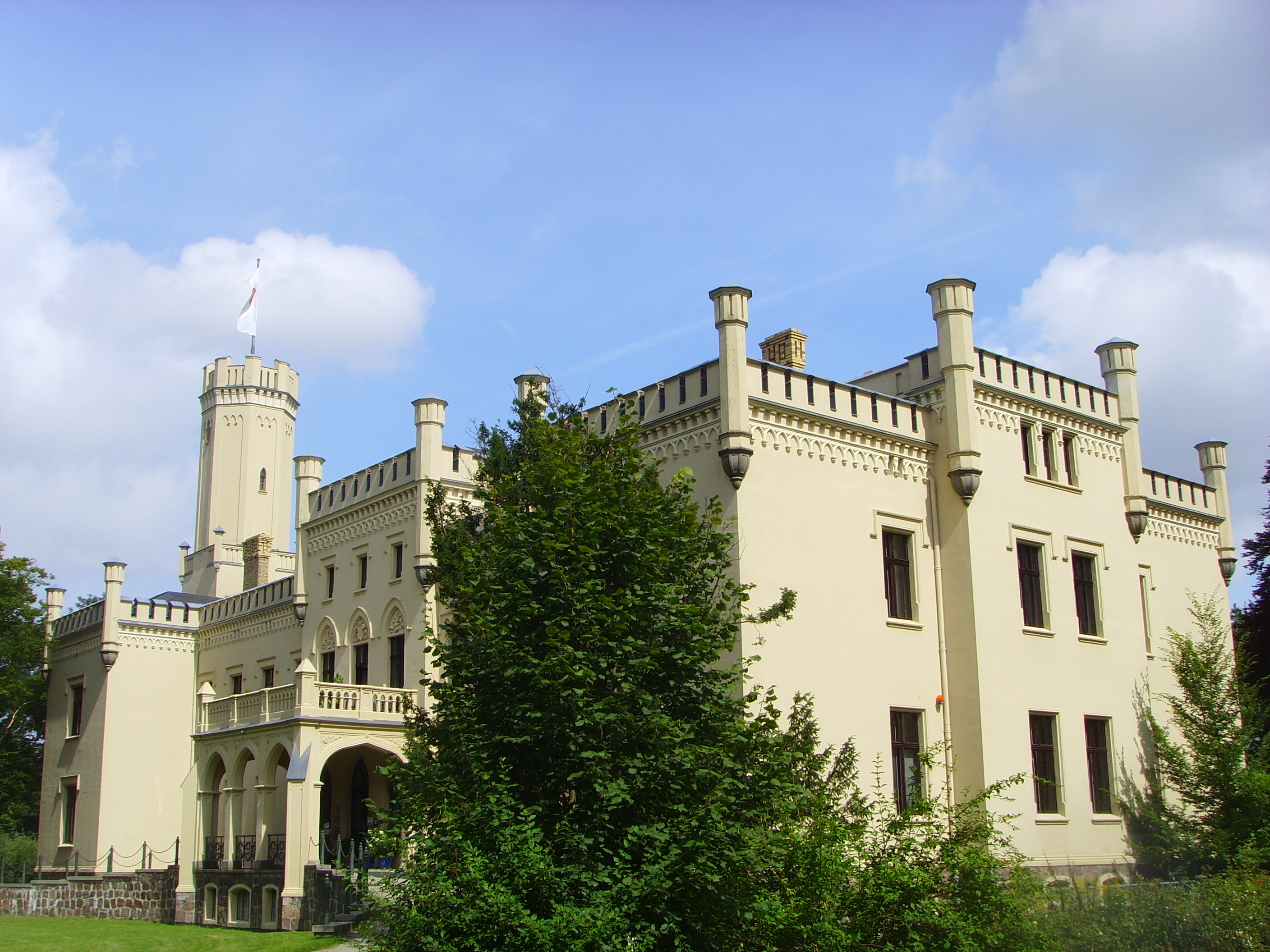